# Antanas Ivanauskas (Vizeminister)
Antanas Ivanauskas ist ein ehemaliger litauischer Politiker, Vizeminister der Finanzen Litauens.

## Leben
Sein Vater war Antanas Ivanauskas.
Nach dem Abitur an der Mittelschule absolvierte Antanas Ivanauskas ein Diplomstudium in Sowjetlitauen.
Am 5. März 1991 ernannte der litauische Premierminister Gediminas Vagnorius ihn zum Stellvertreter der Finanzministerin Litauens Elvyra Janina Kunevičienė im Kabinett Vagnorius I.  Bis zum 22. Januar 1993 war er erster Stellvertreter des Finanzministers Eduardas Vilkelis im Kabinett Lubys. Ab dem 22. Januar 1993 arbeitete er als Stellvertreter des Finanzministers. Er arbeitete auch im Kabinett Šleževičius.
Am 12. Oktober 1993 wurde  Ivanauskas  vom litauischen Premierminister Adolfas Šleževičius laut dem beiderseitigen Einvernehmen entlastet.